# Free Alongside Ship
Il termine Free Alongside Ship (in italiano: franco lungo bordo e indicante il porto d'imbarco convenuto), utilizzato nella forma breve di acronimo come FAS, è una delle clausole contrattuali in uso nelle compravendite internazionali, quelle codificate nell'Incoterms e che servono a statuire i diritti e i doveri di ognuna delle parti in causa, definendo anche la suddivisione dei costi di trasporto, assicurativi e doganali tra venditore ed acquirente.

## Incoterms 2020
Dal sito ICC italiano, si legge che "il venditore effettua la consegna mettendo la merce sottobordo della nave [...] designata dal compratore nel porto d’imbarco convenuto. Il rischio di perdita o di danni alla merce passa quando la merce è sottobordo della nave e il compratore sopporta tutte le spese da tale momento in avanti. Il venditore deve provvedere a consegnare la merce sottobordo della nave o procurare la merce già così consegnata per la spedizione. [...] FAS richiede che il venditore, se del caso, sdogani la merce all’esportazione. Comunque, il venditore non ha l’obbligo di sdoganare merce all’importazione, pagare eventuali diritti di importazione o espletare eventuali formalità doganali all’importazione".
Il venditore invia la merce (imballata o sfusa/unpackaged) al porto d'imbarco/di partenza/di caricamento (port of shipment/loading) selezionato alla/entro la data convenuta. Per la precisione, la merce viene portata alla banchina [quay] del porto commerciale (o sopra una chiatta [barge], cioè una barca grossa e dal fondo piatto e rettangolare, che è ancorata o ormeggiata nello stesso porto d'imbarco); per usare il termine generico e la citazione testuale, la merce va consegnata/scaricata "sottobordo della nave", alongside ship (il suo contrario è "a bordo della nave", on board).
La merce non viene prima caricata su mezzi di un vettore/spedizioniere; in tal caso, ICC sconsiglia di usare il termine FAS. In generale, la ICC sconsiglia i termini marittimi nel caso si trasporti la merce nei container, cioè merce containerizzata, e consiglia invece il termine FCA Free Carrier.
Essa viene caricata dalla banchina o chiatta (alongside ship) nella nave commerciale attraccata al porto d’imbarco a spese del compratore (la nave e il porto sono scelti dal compratore e sono messi nero su bianco nel contratto), quindi si ricava che i rischi e costi sono interamente a capo del compratore siccome il venditore conclude il suo ruolo e trasferisce i rischi ("delivery") quando la è scaricata sottobordo della nave o caricata su una chiatta. Quindi, il passaggio di rischi avviene non appena il venditore rende disponibile la merce sottobordo della nave. Il nome dopo il termine FAS indica il porto d'imbarco preciso in cui il venditore fa scaricare la merce sottobordo (dentro al porto d'imbarco si trova il punto di caricamento merce, "point of loading"). Dunque, il caricamento sulla nave (non la chiatta) della merce avviene a spese del compratore, che controlla tutto il resto della tratta e ha in capo tutti i rimanenti costi e rischi (incluso il rischio di carico della merce sulla nave).
La nave si noleggia previo contratto di noleggio e il costo da pagare si chiama "costo di nolo (marittimo)"; i contatti si trovano nei siti web dei porti e consistono in numeri di telefono e email PEC aventi valore legale (alcuni di essi, come il porto di Shanghai nella Repubblica Popolare Cinese, sono degli enormi hub commerciali internazionali che ogni hanno trafficano tonnellate di container e hanno siti web multilingue che includono l'inglese). Una volta caricata a bordo (obbligo e costi in capo al compratore), viene spedita via mare/oceano (o fiume o lago, cioè acque interne e, di solito, acqua dolce) e scaricata nel porto di arrivo/porto di destinazione (sempre a spese del compratore). Colui che spedisce la merce tramite nave si chiama "vettore marino" o "spedizioniere marino" ed è il secondo vettore (il primo, per esempio, è un camion o un'autocisterna o rimorchio che raggiunge il porto; il secondo è la nave; il terzo, per esempio, è un treno merci che passa attraverso il porto di arrivo; e così via).
Il compratore ha il controllo di quasi tutta la logistica, ha in capo tutti i suoi costi e non ha l’obbligo di ritiro fisico della merce siccome è un termine non-C. Non c'è obbligo di assicurazione ma, se il compratore desidera stipulare una polizza e ha bisogno di informazioni possedute dal venditore, quest'ultimo deve fornirgliele; se ciò genera dei costi, il venditore deve rimborsarli. Il venditore deve produrre la fattura commerciale e un documento che prova che la merce è stata spedita. Il documento di trasporto è sufficiente; in alternativa, il venditore deve supportare il compratore a procurarsi la polizza di carico marittima, che comunque è pagata dal compratore (la polizza di carico in primis indica che la merce ha superato fisicamente la murata della nave e che non presenta danni). Ogni documento prodotto può essere cartaceo o digitale/paperless. Se il delivery è impossibile (e.g. non ci sono banchine o chiatte libere, non c'è nessuna chiatta ecc.), il venditore deve notificarlo al compratore.
L’imbarcatore/vettore marittimo/spedizioniere marino, come anche la società portuale per cui lavora, non ha responsabilità del mancato arrivo della merce a destinazione finale: la sua responsabilità infatti si ferma al tragitto da un porto all’altro e non copre il tragitto dal porto di approdo alla destinazione finale. Ovviamente, non ha responsabilità nemmeno del mancato arrivo della merce sottobordo della nave (è un rischio in capo al venditore), del mancato caricamento merce o di caricamento in ritardo o di arrivo della nave designata in ritardo (sono tutti rischi in capo al compratore) e di danni e smarrimenti totali o parziali durante tutta la tratta eccetto la parte marittima.

## Vecchie edizioni

### Incoterms 2000
Questa specifica notazione, nata per il trasporto marittimo (da qui la possibile traduzione in italiano di Franco banchina di un porto), stabilisce che a carico del venditore siano tutte le spese di trasporto fino al porto d'imbarco, nonché le spese per l'ottenimento di licenze e documentazioni per l'esportazione dalla nazione di origine e quelle per le operazioni doganali sempre di esportazione; rispetto alla resa Free On Board rimangono esclusi eventuali costi per la messa a bordo della nave, a carico dell'acquirente.
Nella parte relativa alle operazioni doganali export la resa FAS nel 2000 è stata modificata rispetto alle precedenti versioni.
Dal momento in cui la merce è considerata pronta sulla banchina tutte le altre spese sono da considerarsi a carico dell'acquirente, compresi i costi di assicurazione e il rischio di perdita e avaria delle merci.
La formulazione di questo termine di resa è considerata completa con l'indicazione del porto di imbarco (esempio F.A.S. Genova).

### Incoterms 2010
In occasione della revisione dell'Incoterms avvenuta nel 2010 per questa specifica resa non ci sono state modifiche ma è semplicemente stata statuita quella che già prima era un'abitudine, cioè il fatto che possa essere utilizzata esclusivamente nel caso il trasporto avvenga via nave.

## Schema dei costi a carico di chi vende
| Assicurazione | Carico merce | Dogana export | Trasporto sino al porto di partenza | Carico sulla nave e trasporto a destino | Dogana import | Tasse importazione |
| ------------- | ------------ | ------------- | ----------------------------------- | --------------------------------------- | ------------- | ------------------ |
| NO            | SI           | SI            | SI                                  | NO                                      | NO            | NO                 |